# Fineilspitze
De Fineilspitze (vroeger ook Finailspitze, Italiaans: Punta di Finale) is een 3514 meter (volgens andere bronnen 3516 meter) hoge bergtop in de Ötztaler Alpen op de grens tussen het Oostenrijkse Tirol en het Italiaanse Zuid-Tirol.
De berg is gelegen in de Schnalskam, even ten oosten van de Gepatschferner en ten zuidwesten van de Hauslabjoch. De top is via een middelzware bergtocht over gletsjers te bereiken.